# Андалузский диалект испанского языка
Андалузские разновидности испанского языка (исп. andaluz) распространены в автономных сообществах Андалусия, Мелилья, Сеута и в Гибралтаре. Пожалуй, они включают в себя наиболее особые из южных разновидностей полуостровного испанского языка, отличаясь во многом от северных разновидностей, а также от стандартного испанского языка. В связи с большим населением Андалусии, андалузский диалект является вторым более разговорным диалектом в Испании после переходных вариантов между кастильским и андалузским.
Из-за массовой эмиграции из Андалусии в испанские колонии в Северной и Южной Америке и в других местах, большинство американских испанских диалектов разделяют некоторые фундаментальные характеристики с западноандалузским испанским, такие как использование слов ustedes вместо vosotros для второго лица множественного числа, и seseo. Многие разновидности испанского, такие как канарский диалект, карибский и другие диалекты латиноамериканского испанского, включая их стандартные диалекты, как считается, основаны на андалузской разновидности испанского языка.